# Susan Herbert
Susan Herbert (Hampton-in-Arden, 30 de septiembre de 1945-2014) fue una ilustradora y pintora británica reconocida mundialmente como la artista de gatos contemporánea más distintiva debido a las recreaciones felinas de obras maestras del arte y de famosas escenas del teatro, la ópera, el ballet y el cine. 

## Biografía
Susan Herbert nació en Hampton-in-Arden el 30 de septiembre de 1945, y estudió en la Escuela secundaria de Solihull. Más tarde ingresó por un corto lapso en la Ruskin School of Art de la Universidad de Oxford (1973). Comenzó su vida laboral en las taquillas del Royal Shakespeare Theatre en Stratford-upon-Avon (1963-1968), el London Coliseum (1968-1975) y el Theatre Royal de Bath (1976-1978).
Estos puestos le permitieron realizar exhibiciones en los vestíbulos de los teatros, que incluían retratos teatrales y una serie de imágenes usando ratones para contar la historia de El anillo del nibelungo de Wagner. Este trabajo la condujo al desarrollo de un arte antropomórfico con acuarelas que colocó a los animales en entornos de los antiguos maestros de la historia del arte, Shakespeare y la ópera.
A fines de la década de 1970, se había convertido en una artista independiente, con trabajos eexpuestos permanentemente en el Teatro Royal y la Galería Kings Circus, ambos en Bath. Durante la década de 1980, amplió sus intereses, exhibiendo miniaturas en los Estados Unidos (1984) y produciendo un conjunto de impresiones y tarjetas de edición limitada (1989). Una gran exposición de su trabajo se llevó a cabo en 1990 en la Crypt Gallery, St Martin-in-the-Fields en Londres. Su popularidad internacional fue confirmada por una exposición itinerante, que comenzó en Tokio en 1995. Desde mediados de la década de 1990, expuso anualmente en la exhibición de verano de gatos de la Chris Beetles Gallery.
Las recreaciones felinas de Susan Herbert de escenas famosas de arte, teatro, ópera y cine le han ganado seguidores devotos. Las acuarelas realizadas son personalizadas por gatos, desde el Nacimiento de Venus de Botticelli hasta las obras más conocidas de los impresionistas y prerrafaelitas representadas con mucha atención en los detalles. Una serie de personajes de gatos toman papeles protagónicos en las obras de Shakespeare, así como en las óperas cómicas y trágicas. Las películas ofrecen una variedad de escenarios reconocibles al instante, todos ellos ilustrados con gatos, desde Marlon Brando hasta Lawrence de Arabia.
Producía entre 40 y 50 pinturas al año. Expresó sobre el tema de los felinos como sujetos de su obra: "Simplemente me gustó la idea de los animales en estos entornos. Creo que los animales se ven mejor que las personas en casi todos los entornos."
Residió en Bath. Falleció en 2014.

## Libros publicados
Susan Herbert llegó a un público aún más amplio a través de los libros que ha publicado con Thames & Hudson desde 1990. Sus trabajos fueron publicados en siete idiomas.
- The Cats Gallery of Art (1990);[11]
- The Diary of a Victorian Cat, con un texto de Stanley Baron (1991);
- Impressionist Cats (1992);
- The Cats History of Western Art, con comentarios de Genevieve McCahen, (1994);[12]
- Medieval Cats (1995);[13]
- Shakespeare Cats (1996);[14]
- Opera Cats (1997);[15]
- Pre-Raphaelite Cats (1999),[16]
- The Cats Gallery of Western Art (2002, es una compilación de los volúmenes de 1990 y 1994);
- Movie Cats (2006). Traducido al español Gatos de película (Lata de sal, 2014).[17][18][19][20]
- Cats Galore: A Compendium of Cultured Cats (2015).[21][22][23]